# ロンドンパス
ロンドンパス(London Pass)とはロンドンの観光施設で利用できるチケット。

## 概要
60ヶ所以上のロンドンの観光施設で自由に利用できる。有効期間は1日間、2日間、3日間、6日間が用意されている。
ロンドン塔、ベルファスト、空軍博物館、タワーブリッジ、ウェストミンスター寺院、テムズ川クルーズ、テート・モダン、ウィンザー城などが利用できる。乗り降り自由の観光バスツアーで市内の観光施設を回れる。
毎日3ヶ所の観光施設を訪れるだけで、1日あたり少なくとも£20の入場料を節約できる。

## 注意事項
ロンドン・パスの引換所の営業時間
- 毎日営業:月曜から日曜日: 午前10時～午後16：30時

## 利用できる施設

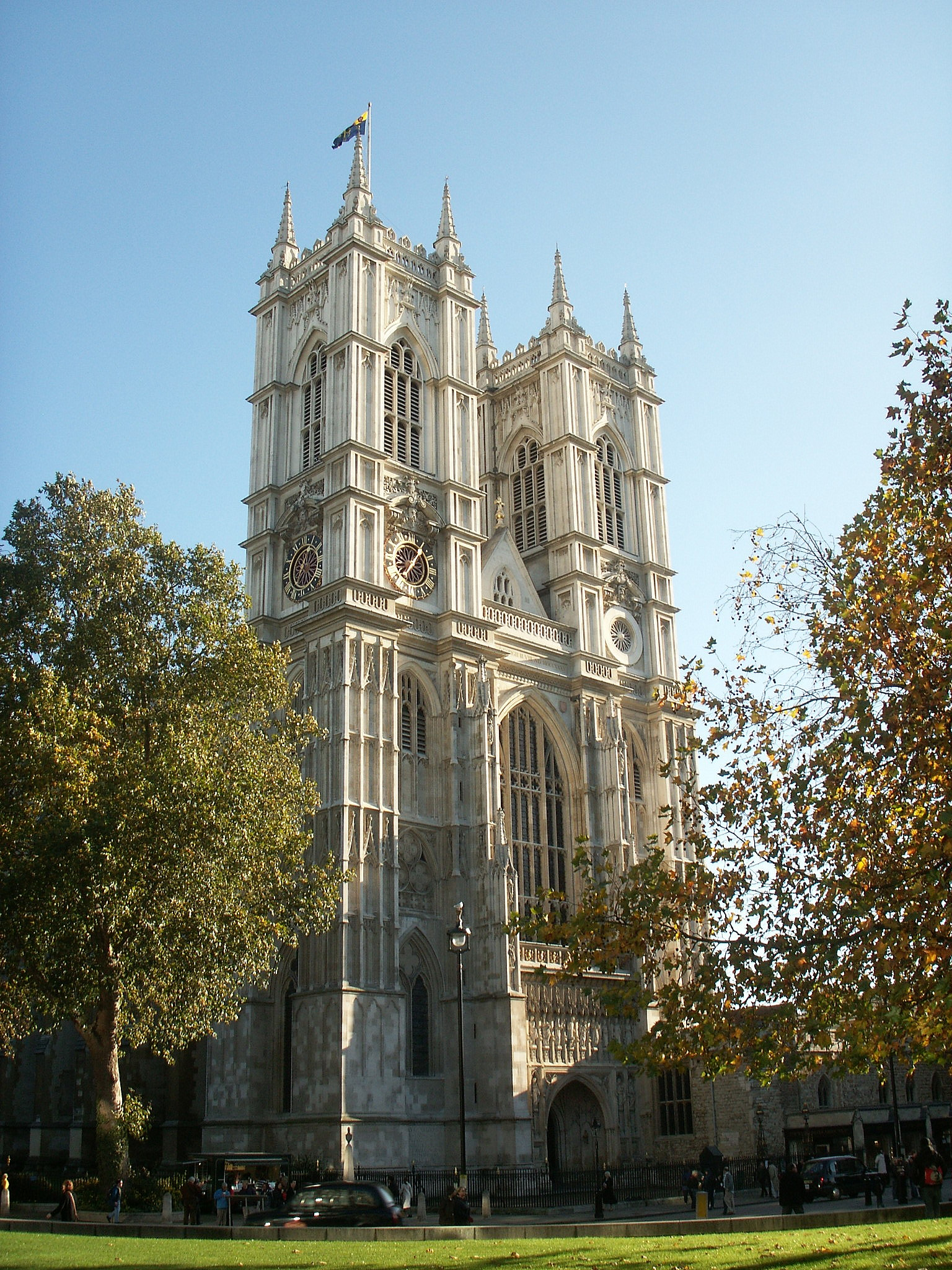
ウェストミンスター寺院
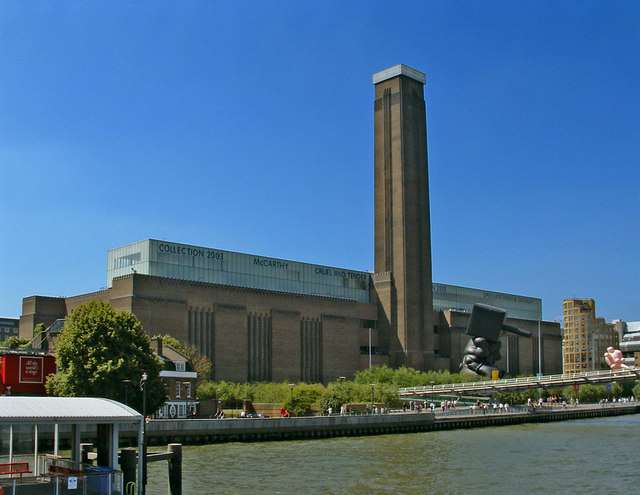
テート・モダン
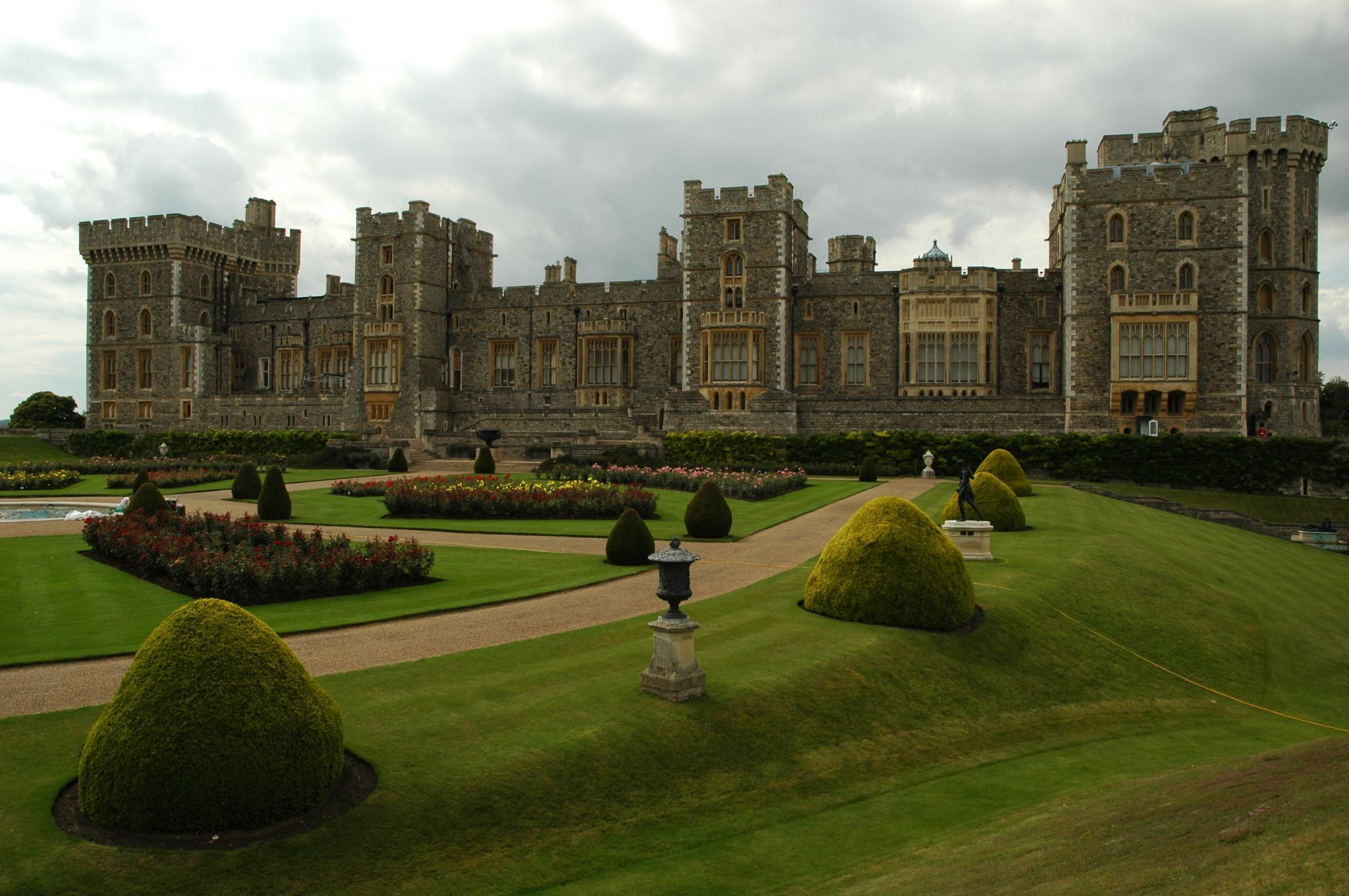
ウィンザー城
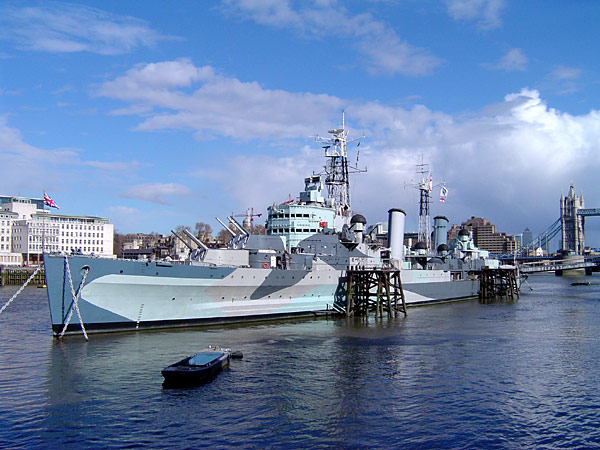
ベルファスト
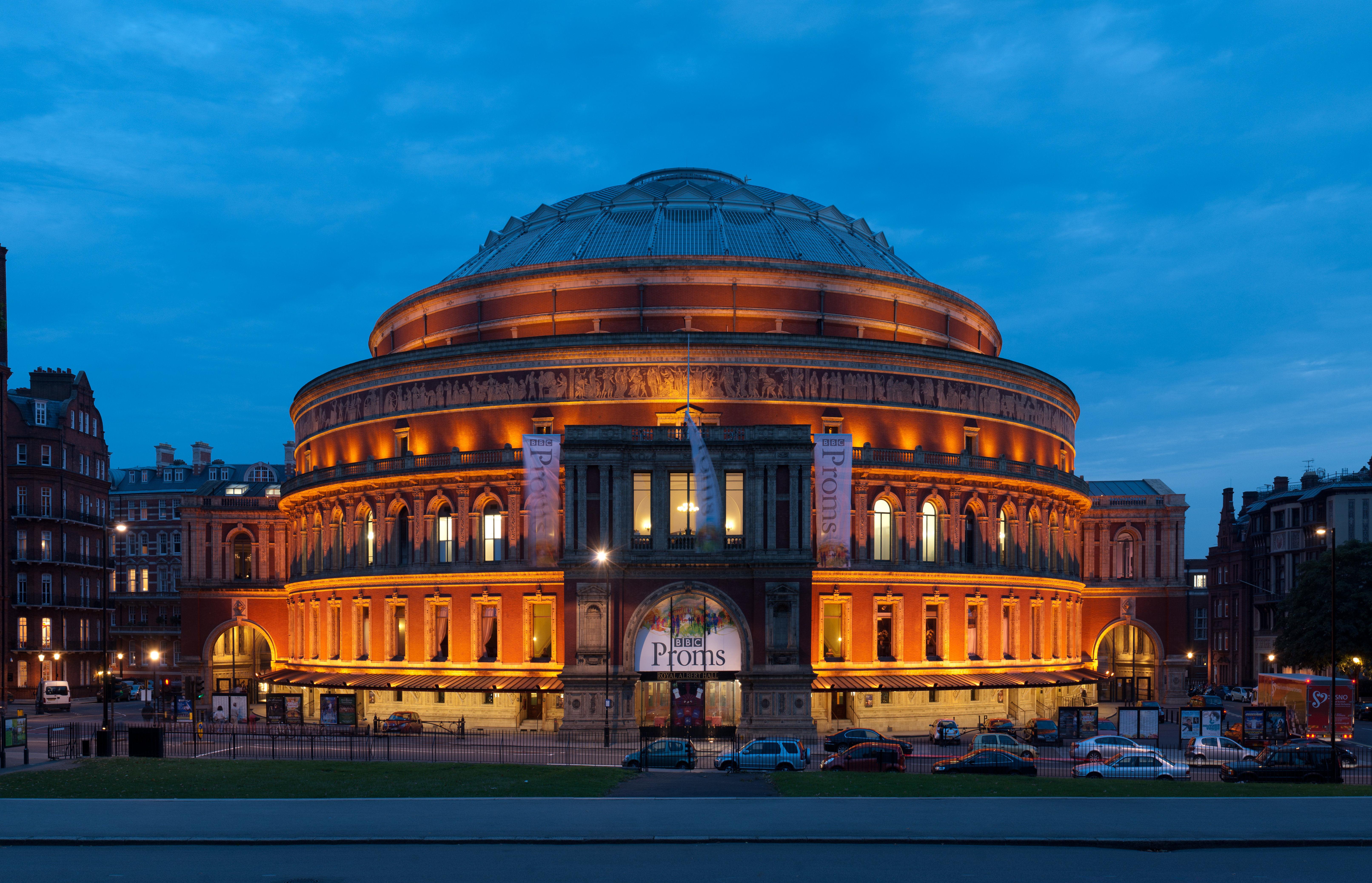
ロイヤル・アルバート・ホール
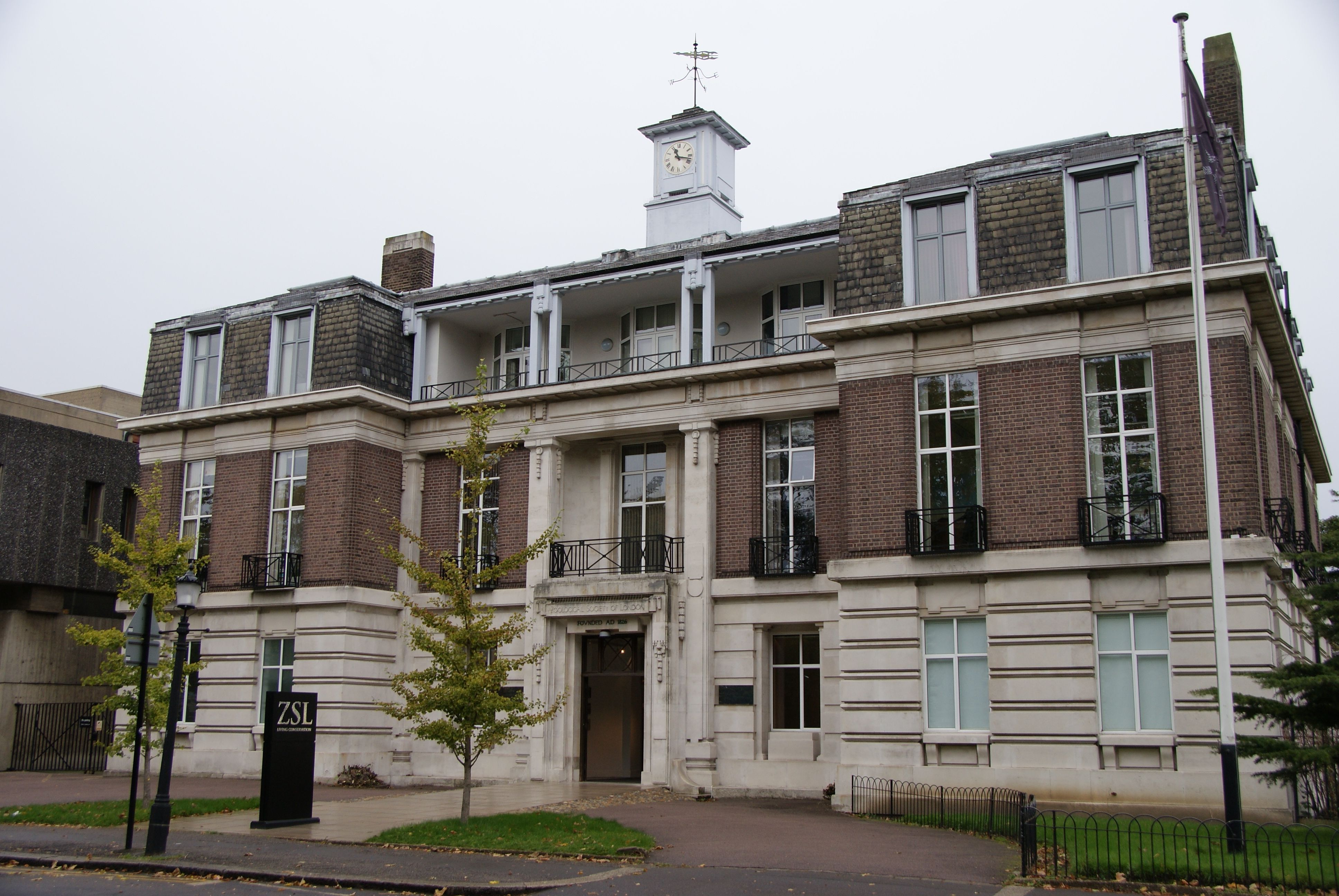
ロンドン動物園